# Zlo število
| - zla | - odvratna |
| Prvih 16 zlih in odvratnih števil v dvojiškem zapisu majhne endianosti. Vidi se lahko, da se obe celoštevilski zaporedji razlikujeta le v najmanj pomembnih bitih, ki tvorijo Thue-Morsejevo zaporedje za zla in njegovo negacijo za odvratna števila. Preostali biti tvorijo soda cela števila. |            |

Zlo število je v teoriji števil nenegativno celo število, ki ima sodo število enic v svoji dvojiški razširitvi. Dvojiški zapis števila 12 je na primer 1100, ki ima dve enici.
John Horton Conway je odkril, da ta števila podajajo lege ničelnih vrednosti v Thue-Morsejevem zaporedju, zato se imenujejo tudi Thue-Morsejeva množica. Nenegativna cela števila, ki niso zla, se imenujejo odvratna števila. Zla in odvratna števila skupaj tako s številom 0 tvorijo množico naravnih števil.

## Zgledi
Prva zla števila so:
0, 3, 5, 6, 9, 10, 12, 15, 17, 18, 20, 23, 24, 27, 29, 30, 33, 34, 36, 39 ...

## Enake vsote
Razdelitev nenegativnih celih števil na odvratna in zla števila je edinstvena razdelitev teh števil v dve množici, ki imata paroma enake večkratne množice vsot.
Kot je pokazal Eugène Prouhet leta 1851, razdelitev v zla in odvratna števila števil od {\displaystyle 0\!\,} do {\displaystyle 2^{k}-1\!\,} za poljubni {\displaystyle k\!\,} nudi rešitev Prouhet-Tarry-Escottovega problema iskanja množic števil, katerih vsote potenc so enake do {\displaystyle k\!\,}-te potence.

## V računalništvu
V računalništvu se za zlo število reče, da ima sodo parnost.